# كيب (وحدة)
وحدة الكيب هي وحدة من الوحدات الإمبراطورية لقياس القوة.
وتساوي ألف رطل-قوة وأُستخدمت تلك الوحدة في البداية بواسطة المهندسين الأميريكين والمعماريين لقياس الأحمال الهندسية المختلفة وتقديرها.
وتُستخدم وحدة الكيب أيضًا كوحدة لقياس الكتلة لكن ذلك الاستخدام غير شائع وكانت تساوي 1000 رطل أي ما يعادل نصف طن أمريكي.
واستخدام واحد لتلك الوحدة هو لقياس الحمولة الساكنة لقياس وحساب حمولات الشحن التي يتم نقلها عبر السفن حيث :
1 kip = 4448.2216 N = 4.4482216 kN
واسم الوحدة كيب جاء من دمج كلمتي كيلو و رطل حيث تسمي عادة كيلورطل ويرمز لها بالرمز kip وأيضًا klb لكن هذا الرمز غير دارج.
وعند ضرورة تمييز وحدة الكيب كوحدة قوة بدلاً من وحدة الكتلة يتم تسميتها كيب-قوة (ويرمز لها kipf أو klbf ).
ويجب ملاحظة أن الرمز kpعادة ما يُشير لوحدة قوة أخرى وهي الكيلو رطل أو كيلو غرام ثقلي وتم استخدامه بدايةً في أوروبا قبل إستحداث نظام الوحدات الدولي.
كما أن الكيب هي اسم لوحدات قياس عفا عليها الزمن كانت تُستخدم في ماليزيا.